# HD 1619
HD1619 є хімічно пекулярною зорею спектрального класу
A2 й має видиму зоряну величину в
смузі V приблизно  8.7.
.